# Венинг, Ханнеке
Ха́ннеке Ве́нинг (нидерл. Hanneke Veening) — нидерландская кёрлингистка.
В составе женской сборной Нидерландов участник чемпионата мира 1981 (заняли десятое место) и трёх чемпионатов Европы (лучший результат — пятое место в 1983).
Играла на позициях первого и второго.

## Команды
| Сезон   | Четвёртый        | Третий                | Второй            | Первый          | Турниры                              |
| ------- | ---------------- | --------------------- | ----------------- | --------------- | ------------------------------------ |
| 1980—81 | Лаура ван Имхофф | Эрманс ван ден Хаутен | Аннеми де Йонг    | Ханнеке Венинг  | ЧЕ 1980 (8 место) ЧМ 1981 (10 место) |
| 1983—84 | Лаура ван Имхофф | Gerrie Veening        | Kniertje van Kuyk | Ханнеке Венинг  | ЧЕ 1983 (5 место)                    |
| 1984—85 | Лаура ван Имхофф | Gerrie Veening        | Ханнеке Венинг    | Йенни Бовенсхен | ЧЕ 1984 (12 место)                   |

(скипы выделены полужирным шрифтом)